# Johannes von Werden (Zisterzienser)
Johannes von Werden († 6. August 1648) war Abt des Klosters Marienfeld.

## Leben
Nachdem Johannes von Werden 1632 zum Propst im Kloster Benninghausen bestellt wurde, wählte man ihn 1634 zum Abt des Klosters Marienfeld. Da in seiner Regierungszeit der Dreißigjährige Krieg wütete, lebte der Abt mit seinem Konvent im Exil in Warendorf.
Der Abt führte eine Verwaltungsreform im Kloster durch. So wurden Amtsbezeichnungen und Aufgabenbereiche aufgehoben und zusammengelegt. Zinsen, Einkünfte und Vermögen wurden von nun an gemeinsam verwaltet.
Nach zwölf Jahren gab er das Amt des Abtes 1646 zurück und starb am 6. August 1648. In seiner Amtszeit wurden acht Brüder in das Kloster aufgenommen, von denen einer das Noviziat verließ.